# چون یه پسری رو دوست داشتم
«چون یه پسری رو دوست داشتم» (انگلیسی: Because I Liked a Boy) ترانه‌ای از خواننده آمریکایی، سابرینا کارپنتر از پنجمین آلبوم استودیویی او به نام ایمیل‌هایی که نمی‌توانم بفرستم (۲۰۲۲) است. این ترانه در ۱۵ ژوئیه ۲۰۲۲ به عنوان چهارمین تک‌آهنگ این آلبوم توسط آیلند رکوردز منتشر شد. «چون یه پسری رو دوست داشتم» یک بالاد دارک پاپ دربارهٔ احساسات پیچیده‌ای است که کارپنتر بعد از دریافت هیت از ترول‌های آنلاین، به خصوص بعد از ترانه «گواهی‌نامه رانندگی» از اولیویا رودریگو و حواشی مربوط به «رودریگو-باسِت»، تجربه کرده است.
متن ترانه توسط کارپنتر، جی‌پی ساکس، جولیا مایکلز و تهیه‌کنندهٔ ترانه، جان رایان نوشته شده است. نوشتن این ترانه برای کارپنتر بعد از یک سال سخت که به خاطر حواشی «گواهی‌نامه رانندگی» مورد انتقاد و حمله قرار گرفته بود، خیلی «التیام‌بخش» بود. ترول‌های آنلاین، کارپنتر را «خانه‌خراب‌کن» خطاب کرده بودند و او از این ترانه به عنوان راهی برای مقابله با آن‌ها استفاده کرد.